# 양일환
양일환(梁日煥, 1961년 6월 10일 ~ )은 전 KBO 리그 삼성 라이온즈의 투수이자, 전 KBO 리그 KIA 타이거즈의 2군 투수코치이다. 그의 사촌동생은 전 KBO 리그 삼성 라이온즈의 내야수, 외야수인 양준혁이고, 사촌제수씨는 재즈가수 박현선이다.

## 선수 시절

### 삼성 라이온즈시절
1983년 건국대학교를 졸업하고 입단하였다. 포지션은 당시 드문 사이드암 투수였으며, 1989년까지 활동했다.

## 야구선수 은퇴 후
1990년부터 잠깐의 휴식기였던 1999년 ~ 2000년과 2009년을 제외하고 단 한 번의 팀 이동 없이 2016년까지 삼성 라이온즈에서 투수코치로 활동했다.
2011년에 장효조 2군 감독이 암으로 입원해 시즌을 마감하자, 후반기에는 2군 감독 대행을 맡아 2군을 이끌었다.
2019년부터 KIA 타이거즈에서 활동한다.

## 출신 학교
- 대구초등학교
- 대구중학교
- 대구상업고등학교
- 건국대학교

## 통산 기록
| 년도 | 팀    | 평균자책 | 경기수 | 승 | 패 | 세 | 홀드 | 완투 | 완봉 | 이닝    | 피안타 | 피홈런 | 4사구 | 탈삼진 | 실점 | 자책점 |
| ---- | ----- | -------- | ------ | -- | -- | -- | ---- | ---- | ---- | ------- | ------ | ------ | ----- | ------ | ---- | ------ |
| 1983 | 삼성  | 3.22     | 32     | 9  | 7  | 1  | 0    | 4    | 0    | 176 1/3 | 155    | 12     | 74    | 63     | 82   | 63     |
| 1984 | 삼성  | 4.64     | 20     | 2  | 5  | 1  | 0    | 1    | 0    | 64      | 57     | 7      | 37    | 20     | 34   | 33     |
| 1985 | 삼성  | 5.11     | 19     | 3  | 5  | 1  | 0    | 1    | 0    | 61 2/3  | 62     | 10     | 31    | 17     | 37   | 35     |
| 1986 | 삼성  | 3.72     | 22     | 6  | 3  | 1  | 0    | 3    | 1    | 96 2/3  | 80     | 5      | 53    | 33     | 44   | 40     |
| 1987 | 삼성  | 1.88     | 18     | 8  | 4  | 1  | 0    | 4    | 2    | 86      | 62     | 4      | 40    | 35     | 23   | 18     |
| 1988 | 삼성  | 8.90     | 10     | 1  | 2  | 0  | 0    | 1    | 0    | 29 1/3  | 36     | 4      | 23    | 10     | 30   | 29     |
| 1989 | 삼성  | 6.79     | 18     | 2  | 6  | 0  | 0    | 1    | 0    | 51 2/3  | 77     | 6      | 25    | 13     | 48   | 39     |
| 통산 | 7시즌 | 4.09     | 139    | 31 | 32 | 5  | 0    | 15   | 3    | 565 2/3 | 529    | 48     | 283   | 191    | 298  | 257    |

## 같이 보기
- 양준혁